# Frashokereti
El terme Frashokereti (en avèstic Frashōkereti, «fer meravelles» o «rehabilitació [de l'existència]») correspon al terme en persa mitjà Frashgird, usat per a denominar el Judici Final o el dia final de l'existència de la humanitat. El terme avèstic deriva de l'expressió «fer esplèndida l'existència.» El concepte és escatològic i soteriològic i, ja present en els Gāthās, es basa en la doctrina zoroastriana. Amb aquest concepte Zarathushtra va abolir la ideologia arcaica del cicle còsmic i de l'etern retorn modelat per arquetips atemporals. Introduir així una concepció lineal del temps còsmic, una innovació en el pensament religiós que va tenir una enorme influència en la història espiritual posterior de la humanitat. Segons la seva doctrina, l'esdeveniment final es completarà no per un ritual cosmogònic sinó per la voluntat del creador: la resurrecció del cos i l'últim judici són aspectes essencials i significatius del Frashōkereti. En els Gāthās es considera que el Frashōkereti està a prop, però més tard el zoroastrisme va desenvolupar una doctrina escatològica que la situa més enllà en el temps, dins del concepte d'un «Gran Any» dividit en tres períodes, cadascun d'un mil·lenni de durada i cadascun començant amb l'arribada d'un Saoshyant, salvador nascut de la llavor de Zarathushtra. L'últim d'aquests serà el Saoshyant per excel·lència, el creador del Frashōkereti final.